# جهد الماء

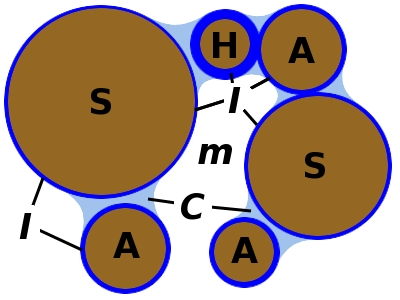

جهد الماء أو الجهد المائي أو كمون الماء  هو فرق الجهد الكيماوي بين محلول مذيبه الماء وبين الماء النقي - مقيساً بوَحدة الضغط. حيث ينتشر الماء من محلول عالي الجهد المائي إلى محلول منخفض الجهد المائي إذا كان يفصلهما غشاءٌ منفذ. كما يعرّف بأنه مدرج الضغط الذي يحث على انسياب الماء، وانتقاله من منطقة إلى أخرى بسبب عوامل التناضح (الإسموزية) أو الجاذبية أو الضغط الميكيانيكي أو الخاصية الشعرية؛ خاصة فيما يتعلق بامتصاص النبات للماء من التربة، ويشمل صافي تأثير الامتصاص، والمحاليل، وقوى الجهد.

## التعبير الرياضي
يعبر عن جهد الماء عادة بالجهد بالنسبة لوحدة الضغط أو بالنسبة لوحدة الحجم، ويرمز له بالحرف الإغريقي ψ.
هناك العديد من العوامل التي تؤثر على الجهد الكلي للماء، بالتالي يعطي المجموع الإجمالي لمختلف الجهود المتعلقة الصيغة النهائية للجهد المائي حسب المعادلة:
{\displaystyle \Psi =\Psi _{0}+\Psi _{\pi }+\Psi _{p}+\Psi _{s}+\Psi _{v}+\Psi _{m}}
حيث:
- {\displaystyle \Psi _{0}} معامل تصحيح مرجعي
- {\displaystyle \Psi _{\pi }} الجهد التناضحي (أو الجهد الإسموزي) أو جهد المحلول
- {\displaystyle \Psi _{p}} معامل الضغط
- {\displaystyle \Psi _{s}} معامل الجاذبية
- {\displaystyle \Psi _{v}} معامل الرطوبة الجوية
- {\displaystyle \Psi _{m}} معامل متعلق بالشبكة البنوية مثل مدى لزوجة السائل (التصاقه) والتوتر السطحي.

## اقرأ أيضاً
- محتوى مائي

## وصلات خارجية
- جهد ماء التربة